# Гоферови
Гоферови (Geomyidae) е семейство бозайници от разред Гризачи, обитаващи Северна и Централна Америка. На български език някои представители са наречени хофер (равнинен хофер, хофер на Бота).

## Описание
Гоферовите гризачи тежат от 200 грама до 1 килограм. Повечето видове са по-дребни, но някои централноамерикански представители са по-едри. При някои от видовете се наблюдава и полов диморфизъм, изразяващ се в по-едро тяло при мъжкия, който често е два пъти по-едър от женската.
Живеят от една до три години, освен ако не станат жертва на болест или хищник. По-редки са случаите, когато представители живеят около пет години.
Повечето видове имат кафеникава козина, която по цвят се доближава до този на почвата, която е в района на обитание..

## Начин на живот
Всички видове копаят система от тунели под земята, където живеят и складират събраната храна. Събират храната в торбички на бузите си и така я пренасят до своите складове. Около изходите към земята се наблюдава купчина изровена пръст подобно на къртичина. Често нападат зеленчукови градини, засети площи или ферми, където нанасят сериозни вреди. Поради тази причина се смятат и за вредители. Хранят се с изключително разнообразна растителна храна както с надземни, така и с подземните части на растението. Консумират и различни безгръбначни животни.
Обикновено живеят поединично извън размножителния сезон и активно пазят територията си. Територията е различна по размер и зависи от наличните хранителни ресурси. Мъжките и женските могат да споделят някои дупки и складове, в случай че техните територии граничат помежду си. Като цяло обаче всеки индивид обитава самостоятелно своята собствена система от тунели.
Могат да се размножават целогодишно. Раждат от две до пет малки, а при някои видове и повече. Новородените са слепи и беззащитни, и сучат около четиридесет дни.

## Класификация
- Семейство Geomyidae
  - Род Cratogeomys
    - Cratogeomys castanops
    - Cratogeomys fulvescens
    - Cratogeomys fumosus
    - Cratogeomys gymnurus
    - Cratogeomys merriami

  - Род Geomys
    - Geomys arenarius
    - Geomys attwateri
    - Geomys bursarius
    - Geomys knoxjonesi
    - Geomys personatus
    - Geomys pinetis
    - Geomys texensis

  - Род Orthogeomys
    - Orthogeomys cavator
    - Orthogeomys cherriei
    - Orthogeomys cuniculus
    - Orthogeomys dariensis
    - Orthogeomys grandis
    - Orthogeomys heterodus
    - Orthogeomys hispidus
    - Orthogeomys lanius
    - Orthogeomys matagalpae
    - Orthogeomys thaeleri
    - Orthogeomys underwoodi

  - Род Pappogeomys
    - Pappogeomys alcorni
    - Pappogeomys bulleri

  - Род Thomomys
    - Thomomys bottae
    - Thomomys bulbivorus
    - Thomomys clusius
    - Thomomys idahoensis
    - Thomomys mazama
    - Thomomys monticola
    - Thomomys talpoides
    - Thomomys townsendii
    - Thomomys umbrinus

  - Род Zygogeomys
    - Zygogeomys trichopus